# Franz Weber (Staatssekretär)
Franz Weber (* 14. Januar 1894 in Langenhorst; † 1. Mai 1955 in Bonn) war ein deutscher Jurist und Staatssekretär im Bundespostministerium.

## Leben
Nach bestandener Reifeprüfung am 1. April 1913 trat Franz Weber beim Postamt Bocholt als Eleve in den höheren Postdienst ein. Er nahm ein Studium der Staats- und Rechtswissenschaften an den Universitäten Straßburg, Münster und Berlin auf. Am Ersten Weltkrieg hat er als Offizier der Nachrichtentruppe teilgenommen. Er bestand 1920 die Postreferendarprüfung, promovierte 1921 zum Doktor der Rechte an der Universität Köln und legte 1923 die Postassessorprüfung ab. Von 1929 bis 1933 war er in der Personalabteilung des Reichspostministeriums beschäftigt, wo er am 1. Dezember 1930 zum Postrat ernannt wurde. Wegen seiner politischen Einstellung wurde er nach 1933 an die Oberpostdirektion Berlin versetzt. Die Ernennung zum Oberpostrat erfolgte 1937, und er übernahm das Postamt Berlin SW 11, das unter seiner Leitung zum modernsten und größten Berliner Amt ausgebaut wurde. Nachdem er 1938 zum Oberpostdirektor ernannt worden war, wurde er 1940 in die Reichspostdirektion Berlin (Oberpostdirektion Berlin) als Abteilungsleiter (Abteilungspräsident) zurückversetzt.
Nach dem Zweiten Weltkrieg wurde er 1946 Leiter der Bahnpostoberbetriebsleitung West in Münster. Es folgte 1949 die Berufung zum Präsidenten der Oberpostdirektion Bremen. Zwei Jahre später wurde er 1951 Ministerialdirektor im Bundespostministerium und war zuletzt ab 1954 als Staatssekretär tätig.

## Werke
- Das Verhältnis von Post und Eisenbahn unter besonderer Berücksichtigung des neuen Staatsverträge zwischen Reich und Einzelstaaten. 1921